# 坎卡基鎮區 (印地安納州傑斯帕縣)
坎卡基鎮區（英語：Kankakee Township）是位於美國印地安納州傑斯帕縣的一個行政鎮區。

## 地方資料
根據2010年美國人口普查的數據，坎卡基鎮區的面積為67.30平方千米，當中陸地面積為65.40平方千米，而水域面積為1.90平方千米。當地共有人口988人，而人口密度為每平方千米14.68人。